# Живота Аврамовић
Живота Аврамовић (Котешица код Ваљева, 30. јули 1934 - Београд, 3. јануар 2002) је био генерал-пуковник ЈНА. По завршетку Школе за активне тенковске официре (1952) ступио у ЈНА и постао члан СКЈ. Завршио Вишу војну академију и Школу народне одбране. Био командант батаљона, пука, бригаде и дивизије у оклопномеханизованим јединицама ЈНА. После велике реорганизације ЈНА (1987) обављао је дужност команданта Треће војне области, чија се команда налазила у Скопљу. Током рата у Словенији у јуну 1991, послије смјењивања генерал-пуковника Конрада Колшека, постављен на дужност команданта Пете војне области са сједиштем у Загребу. Ту дужност је обављао до повлачења ЈНА с територије Хрватске почетком 1992, а потом се краће време налазио на дужности заменика начелника Генералштаба. У ЈНА је важио за врхунског стручњака за питања организације, опремања и употребе оклопномеханизованих јединица.
Активна служба у ЈНА престала му је 1992. године.